# Hypostomus pyrineusi
Hypostomus pyrineusi är en fiskart som först beskrevs av Miranda Ribeiro 1920.  Hypostomus pyrineusi ingår i släktet Hypostomus och familjen Loricariidae. Inga underarter finns listade i Catalogue of Life.